# Blepharidachne kingii
Blepharidachne kingii es una especie de hierba perteneciente a la familia de las poáceas. Es originaria de la Gran Cuenca en los Estados Unidos, donde crece en hábitats tales como bosques de enebro-pino. Es rara en California y de Idaho, pero es una de las hierbas más comunes de los desiertos del noreste de Nevada.

## Descripción
Blepharidachne kingii es una planta perenne del tussok que crece en grupos o esteras de tallos de 3 a 14 centímetros de altura. Las láminas foliares son curvas, torcidas, tiesas como pelos de hasta 3 centímetros de largo. La inflorescencia es una panícula de color púrpura o de color paja  de espiguillas finamente peludas.
Asociados comunes de la planta de su hábitat en la flora de la cuenca y en el desierto incluyen Atriplex, Krascheninnikovia, Larrea tridentata, Ambrosia, Sarcobatus, Grayia y Lycium.

## Taxonomía
Blepharidachne kingii fue descrita por (S.Wats.) Hack. y publicado en Monographiae Phanerogamarum 6: 261. 1889.
Etimología
Blepharidachne: nombre genérico que deriva del griego blepharis (pestañas), y achne (paja), aludiendo a los lemmas ciliados.
kingii: epíteto otorgado en honor del botánico George King.
Sinonimia
- Eremochloe kingii S.Watson[6][7]